# Bickington Steam Railway
| Bickington Steam Railway | Bickington Steam Railway |
| ------------------------ | ------------------------ |
| Nordpol-Express          |                          |
| Streckenlänge:           | 3,2 km                   |
| Spurweite:               | 260 mm                   |
|                          |                          |

Die Bickington Steam Railway beim Trago Mills Einkaufszentrum in Newton Abbot ist eine Parkeisenbahn mit Passagierverkehr mit einer Spurweite von 260 mm (10¼ Zoll).

## Geschichte
Die Bickington Steam Railway wurde 1988 mit Fahrzeugen und Gleisen in Betrieb genommen, die zuvor im Suffolk Wildlife Park und noch früher am Rudyard Lake verwendet worden waren.
Sie wurde vom Brian Nicholson, dem Rektor der Waterhouses School in Staffordshire gebaut. Waterhouses war der Umsteigebahnhof zur Leek and Manifold Valley Light Railway. Nachdem seine Pläne vereitelt worden waren, einen Teil der Leek and Manifold Valley Railway wieder aufzubauen, hat Nicholson seine Eisenbahn bei den Trago Mills verlegt.
Ursprünglich handelte es sich um eine 1,6 km lange Doppelschleife um zwei Seen mit einem Bahnhof 'Trago Central', aber 2006 wurde die Strecke um 800 m zum vorderen von Trago Mills verlängert. Ein dreigleisiger Kopfbahnhof mit Drehscheibe wurde errichtet und erhielt den Namen 'Riverside Station'. Ein dritter Bahnhof, 'Goose Glen Halt', entstand 2008 am hinteren Ende des Trago-Mills-Geländes, an einem der ursprünglichen  Gleise der Eisenbahn.
In einem Streckenabschnitt erklimmt die Eisenbahn einen steilen Hügel mit der größten Steigung einer Adhäsionseisenbahn, also einer Eisenbahn ohne Zahnstange, in Großbritannien. Die Eisenbahnanlage ist Mitglied bei Britains Great Little Railways.

## Lokomotiven
| Nr.   | Name                 | Achsfolge | Hersteller                  | Baujahr |
| ----- | -------------------- | --------- | --------------------------- | ------- |
| 1     | E.R. Calthrop        | 2-6-4T    | Coleby Simkins              | 1974    |
| 750   | Blanche of Lancaster | 4-4-2     | D. Curwen                   | 1948    |
|       | Alice                | 2-6-0     | Simkins & Vere              | 1984    |
| D5910 |                      | 4w-4wDH   | D. Nicholson                | 1987    |
| 24    | Sandy River          | 2-6-2     | Coleby Simkins/Allcock/Vere | 1991    |

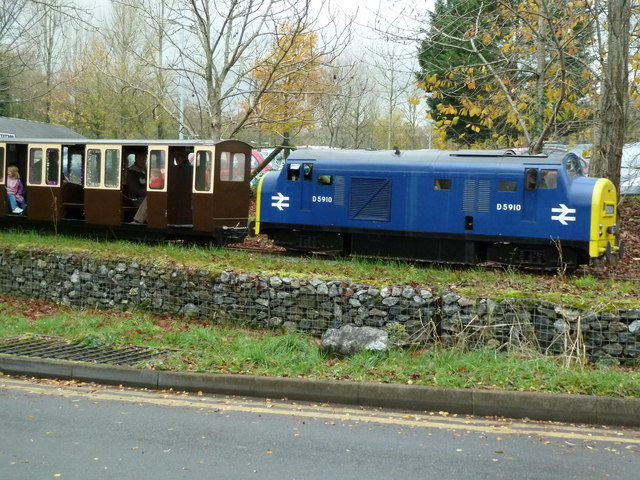
Diesellok

Brian Nicholson baute die Lokomotive Nr. 1 E.R. Calthrope selbst nach Plänen der originalen E.R. Calthorp, die von Kitson & Co. aus Leeds für die Leek and Manifold Valley Light Railway gebaut worden war.